# China Telecommunications Corporation
China Telecommunications Corporation (中国电信集团有限公司) er en kinesisk statsejet telekommunikationsvirksomhed. I Kina er den den største udbyder af fastnet og den tredjestørste udbyder af mobiltelefoni. De har tre børsnoterede selskaber: China Telecom Corporation Limited (中国电信股份有限公司), China Communications Services Corporation Limited (中国通信服务股份有限公司) og Besttone Holding Co., Ltd. (号百控股股份有限公司).
P&T Kina blev oprettet som en enhed i Kina's ministerie for post og telekommunikation 27. april 1995 og de begyndte at benytte China Telekom som et brand. 17. maj 2000 blev enheden registreret som China Telecommunications Corporation.